# 詞彙角色扮演遊戲
詞彙角色扮演遊戲是一種電腦支援角色扮演遊戲，由Neel Krishnaswami所發明，並由獨立角色扮演遊戲社群普及化。依照最初的規劃，它是使用wiki軟體在線上玩樂的。玩家扮演著書寫歷史及特定時間、年代或世界的學者角色。
每一次的遊戲都是一連串的回合，使用由A至Z的字母。在一學者的第一回合內，他必須寫出由字母A開頭的條目和其內容，並連結至兩個條目，但還不要書寫其內容。這些新的項目不能是已定義的(它們將是其他玩家的下一回合)。
在下一個回合內，以下一字母開頭的所有條目必須寫在其他新條目被輸入內容之前。一個新條目必須包含兩個還沒有書寫的項目，並加上一連結至之前已寫完的條目。
當遊戲繼續進行時，整個世界會被創造出來，儘依著創造出虛構世界之人事時地物等百科全書條目的一簡單動作。

## 另見
- Epic Legends Of The Hierarchs: The Elemenstor Saga

## 外部連結
- Lexicon: An RPG — 詞彙角色扮演遊戲的原始構想。
- https://web.archive.org/web/20061020091532/http://www.gamegrene.com/wiki/Lexicon_games — 一串知名的詞彙角色扮演遊戲，包含現行的和已中止的。